# Micoureus alstoni
Micoureus alstoni e вид опосум от семейство Didelphidae. Видът е среден по размер дървесно и нощно животно обитаващо тропическите и субтропическите гори от Белиз на юг до Панама. Съществува и изолирана популация в Северна Колумбия. Храни се с плодове, насекоми и малки гръбначни животни като гризачи, гущери и птичи яйца. Видът населява както вторично израсли гори така и паркове създадени от човека. Може да отглежда поколение до 11 малки.